# 장성읍
장성읍(長城邑)은 전라남도 장성군의 군청 소재지이다.

## 개요
옛날에는 황룡강의 지류 노령천 협곡을 따라 노령을 넘어 전라북도 정읍과 연락되는 길목이었고 현재는 호남선의 역이 약 3km 남쪽에 위치하고 있으나, 자동차 도로가 주변 각 군에 통하여 교통이 편리하다. 특히, 호남고속도로가 개통되어 보다 편리해졌다. 이곳은 양잠의 발상지로 유명하고 1961년에 광주에서 이전해 온 잠종장이 있으며, 또 소규모의 시멘트 공장이 있다. 부근에서는 신탄의 생산이 많고 한지와 장판지 제조가 흔하다. 시가 서쪽을 남류하는 황룡강은 비만 오면 홍수가 일어나 큰 피해를 입은 적이 있어 50km의 대제방을 축조하고 장성댐을 건설하여 수해를 극복하게 되었다.

## 연혁
- 1600년 (조선 선조 33년) : 장성현과 지원현을 합병해 성산에 치소를 둠
- 1655년 (조선 효종 6년) : 도호부로 승격
- 1914년 3월 1일 : 부군면 통폐합으로 장성면으로 개칭
- 1943년 10월 1일 : 장성읍으로 승격, 읍 소재지를 성산리에서 현 위치로 이전

## 행정 구역
| 법정리 | 행정리 | 비고            |
| ------ | --- | --------------- |
| 기산리 | 기산1리, 기산2리 |                 |
| 단광리 | 단광1리, 단광2리, 삼가1리, 삼가2리 |                 |
| 덕진리 | 덕진1리, 덕진2리, 덕진3리 |                 |
| 백계리 | 백계1리, 백계2리 |                 |
| 봉덕리 | - | 거주 인구 없음  |
| 부흥리 | 부흥리 |                 |
| 상오리 | 상오1리, 상오2리, 상오3리 |                 |
| 성산리 | 성산1리, 성산2리, 성산3리, 성산4리, 성산5리 |                 |
| 수산리 | 수산1리, 수산2리, 수산3리, 수산4리 |                 |
| 안평리 | 안평1리, 안평2리, 안평3리, 안평4리 |                 |
| 야은리 | 야은1리, 야은2리 |                 |
| 영천리 | 영천1리, 영천2리, 영천3리, 구산리, 월산리, 매화1리, 매화2리, 매화3리, 청운1리, 청운2리, 청운3리, 충무1리, 충무2리, 충무3리, 대창1리, 대창2리, 대창3리, 삼월리 | 읍사무소 소재지 |
| 용강리 | 용강리 |                 |
| 용곡리 | - | 거주 인구 없음  |
| 유탕리 | 유탕1리, 유탕2리, 유탕3리 |                 |
| 장안리 | 장안1리, 장안2리 |                 |

## 아파트
| 단지명                       | 건설사           | 시행사         | 주소               | 입주        | 비고     |
| ---------------------------- | ---------------- | -------------- | ------------------ | ----------- | -------- |
| 영천주공                     | 새천년종합건설㈜ | 대한주택공사   | 문화로 23 (영천리) | 2006년 11월 | 국민임대 |
| 대광로제비앙 장성 센텀스카이 | ㈜대광건영       | 유니텍솔루션㈜ | 단풍로 30 (영천리) | 2025년 2월  |          |